# Club The Strongest
Club The Strongest, mais conhecido apenas como The Strongest (em inglês: O mais forte), é um clube de futebol boliviano, sediado em La Paz. Fundado em 1908. Suas cores tradicionais são o amarelo e o preto.
Manda normalmente seus jogos para o Estádio Hernando Siles. Seu maior rival no futebol é o Bolívar, também de La Paz, com quem faz o chamado "Clássico do futebol boliviano".
É o único time do país que jogou continuamente na divisão superior boliviana por mais de um século. É o segundo maior campeão nacional do país, com 16 títulos, sendo 12 desses a partir de 1977, quando teve início o atual formato da liga nacional.

## História
Foi fundado em 8 de abril de 1908, por um grupo de jovens amigos de classe média de La Paz. Recém-saídos do serviço militar, decidiram fundar uma equipe de futebol. A maioria decidiu que a palavra Strong (forte, em língua inglesa) deveria estar presente, formando o "Strong Foot Ball Club". Com o passar do tempo, o nome mudou para The Strongest ("o mais forte"). Inicialmente, a ideia era confeccionar camisetas com listras verticais verdes e amarelas, mas ela perdeu força após a sugestão de um dos sócios, que propôs listras pretas e douradas, imitando as cores do pássaro chayñita, ave nativa da região de La Paz.
Em 1911, o Departamento de La Paz organizou a Copa Prefeitura, primeira competição oficial da Bolívia, e o título ficou nas mãos do Strongest. A era amadora do futebol local foi dominada pelos mirasoles. Dentre os principais torneios amadores realizados entre 1914 e 1949, o clube venceu 14. Um dos destaques foi a campanha de na temporada 1930, quando o clube auri-negro ganhou o seu décimo título de maneira invicta e sem tomar um gol sequer, foi um marco para a época.
Durante o período semiprofissional, iniciado em 1954, os títulos rarearam. Foram apenas dois no Campeonato de la Liga de La Paz (1963 e 1964) e uma Copa Simón Bolívar (em 1964). Ainda naquela época, o Strongest participou pela primeira de uma Taça Libertadores da América em 1965, tendo conquistado naquela edição a primeira vitória de um clube boliviano fora de casa naquela competição. Em 26 de setembro de 1969, o avião que transportava a equipe desapareceu no dia de um golpe de estado no país. Quando já se considerava que a aeronave poderia ter sido abatida, encontraram seus destroços a 100 km de La Paz. Todos os 16 jogadores e três integrantes da comissão técnica morreram na tragédia.
Na década seguinte, o clube recuperou-se com a conquista dos títulos departamentais de 1970, 1971 e 1974 e a Copa Simón Bolívar de 1974. Com a criação da Liga de Futebol Profissional da Bolívia, vieram mais troféus, o primeiro deles logo no torneio inaugural, em 1977, e outros três em 1986, 1989 e 1993. A partir de 2003, foram instituídos os torneios semestrais Apertura e Clausura. O Strongest deu a volta olímpica nas edições
Apertura-2003, Clausura-2003, Clausura-2004, Apertura-2011, Clausura-2012, Apertura-2012, Apertura-2013 e Apertura-2016.

## Estádio
O clube conta com um estádio próprio, inaugurado em 1987 e chamado Rafael Mendoza Castellón, em homenagem a um dos presidentes mais atuantes da história do clube. Como suas dependências comportam apenas 20 mil torcedores, o Strongest manda as suas partidas no Estádio Hernando Siles, sede habitual da seleção boliviana.

## Mascote
Foi escolhido inicialmente uma vicunha, logo depois um leopardo e, finalmente, um tigre, para sintetizar o espírito "estronguista" de força, persistência e garra.

## Rivalidades
No início, seus maiores concorrentes diretos eram o Colégio Militar (já extinto) e o Universitário de Sucre, até o surgimento do Club Bolívar em 1925, que se transformou no seu principal rival. O Clássico do futebol boliviano é o encontro entre dois clubes mais populares do futebol da Bolívia.

## Títulos
| NACIONAIS | NACIONAIS                      | NACIONAIS | NACIONAIS |
|           | Competição                     | Títulos   | Temporadas |
| --------- | ------------------------------ | --------- | --- |
|           | Campeonato Boliviano           | 16        | 1952, 1964, 1974, 1977, 1986, 1989, 1993, 2003-A, 2003-C, 2004-C, 2011-A, 2012-C, 2012-A, 2013-A, 2016-A e 2023  |
|           | Copa Prefectural               | 1         | 1911 |
|           | Copa República                 | 1         | 1958 |
|           | Copa Simón Bolívar             | 2         | 1965 e 1974 |
|           | Copa Aerosur                   | 1         | 2007 |
| REGIONAIS |                                |           | |
|           | Competição                     | Títulos   | Temporadas |
|           | Campeonato da "Liga de La Paz" | 19        | 1914, 1916, 1917, 1922, 1923, 1924, 1925, 1930, 1935, 1938, 1943, 1945, 1946, 1952, 1963, 1964, 1970, 1971, 1974 |

 LEGENDAS: 
A:  Torneio Apertura
C:  Torneio Clausura